# Hwang San-ung
Hwang San-ung (koreanisch 황 산웅; * 1924; † 15. Januar 2012) war ein südkoreanischer Radrennfahrer.

## Sportliche Laufbahn
Hwang San-ung war im Straßenradsport aktiv und Teilnehmer der Olympischen Sommerspiele 1948 in London. Das olympische Straßenrennen beendete er nicht.